# Parque Ecológico de Campinas
O Parque Ecológico Monsenhor Emílio José Salim (mais conhecido como Parque Ecológico de Campinas) é um parque localizado na Região Leste da cidade de Campinas, com área de 110 ha e um projeto paisagístico de Burle Marx.

## História
O Parque Ecológico foi construído onde foi fundada, em 1806, a Sesmaria e Engenho Fazenda Mato Dentro, pelo sesmeiro Joaquim Aranha Barreto de Camargo, que foi passada, em 1820, à propriedade de sua filha, Maria Luzia de Sousa Aranha, a Viscondessa de Campinas, e a seu genro e sobrinho, Francisco Egydio de Sousa Aranha, tendo o engenho, à época da fundação, 1515 alqueires de terras. Incorporado em 1937 pela Secretaria de Agricultura do Estado de São Paulo, como estação experimental do Instituto Biológico.
No dia 8 de junho de 1987 foi assinado pelo então governador Orestes Quércia o decreto 27.071, autorizando o início das obras para criação do Parque Ecológico. O parque permaneceu sob administração do governo do estado de São Paulo de 1991 até 1995, quando passou a ser administrado em uma gestão compartilhada entre a Secretaria Estadual do Meio Ambiente e a Prefeitura Municipal de Campinas. Esse gestão durou até o ano de 2001, quando o parque sofreu uma grande reforma no valor de R$ 4,9 milhões. Porém em 2013 o parque é transferido de forma definitiva ao município pelo período de 99 anos.

## Atrações dentro do Parque
Possui uma variada infraestrutura com um complexo de construções tombadas do século XIX, dentre elas uma casa grande e uma tulha; sete quadras poliesportivas, campos de futebol society, quadras de bocha e malha, playground, dois estacionamentos (capacidade para 1000 automóveis) e áreas para piquenique, além do Museu Histórico Ambiental, que desenvolve programas de educação ambiental.
Em 2015 a Associação de Gastronomia Sobre Rodas de Campinas realizou um evento de food truck no parque  e em 2016 foi inaugurado uma pista de 900 metros para pratica de downhill (modalidade de mountain bike). Uma feira de produtos orgânicos acontece no estacionamento aos domingos já há muitos anos e é altamente frequentada .

## Endereço
- Rodovia Heitor Penteado, km3, Vila Brandina (sentido Centro-Sousas).

## Galeria de Fotos

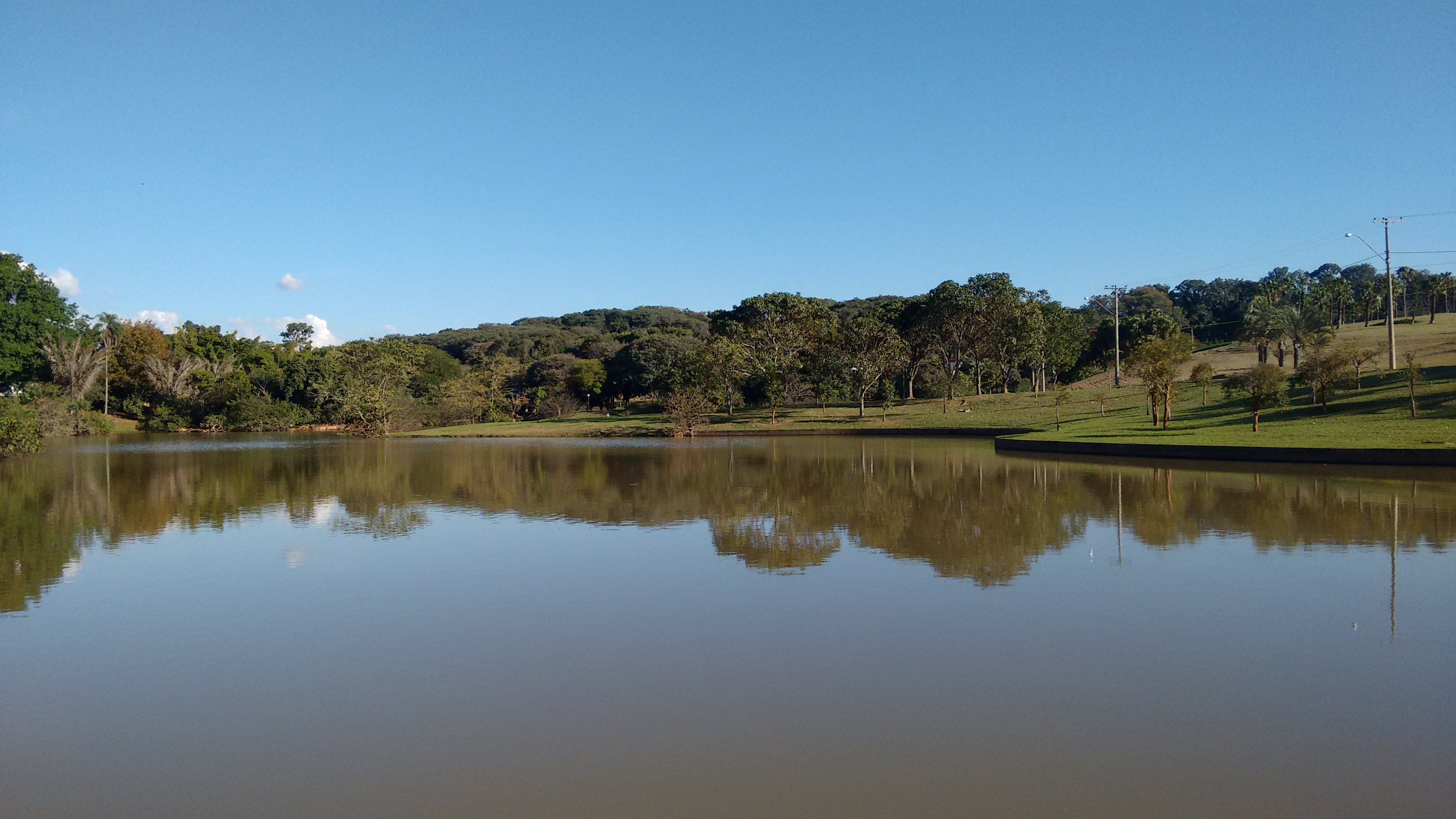
Vista parcial do lago ao entrar no parque.
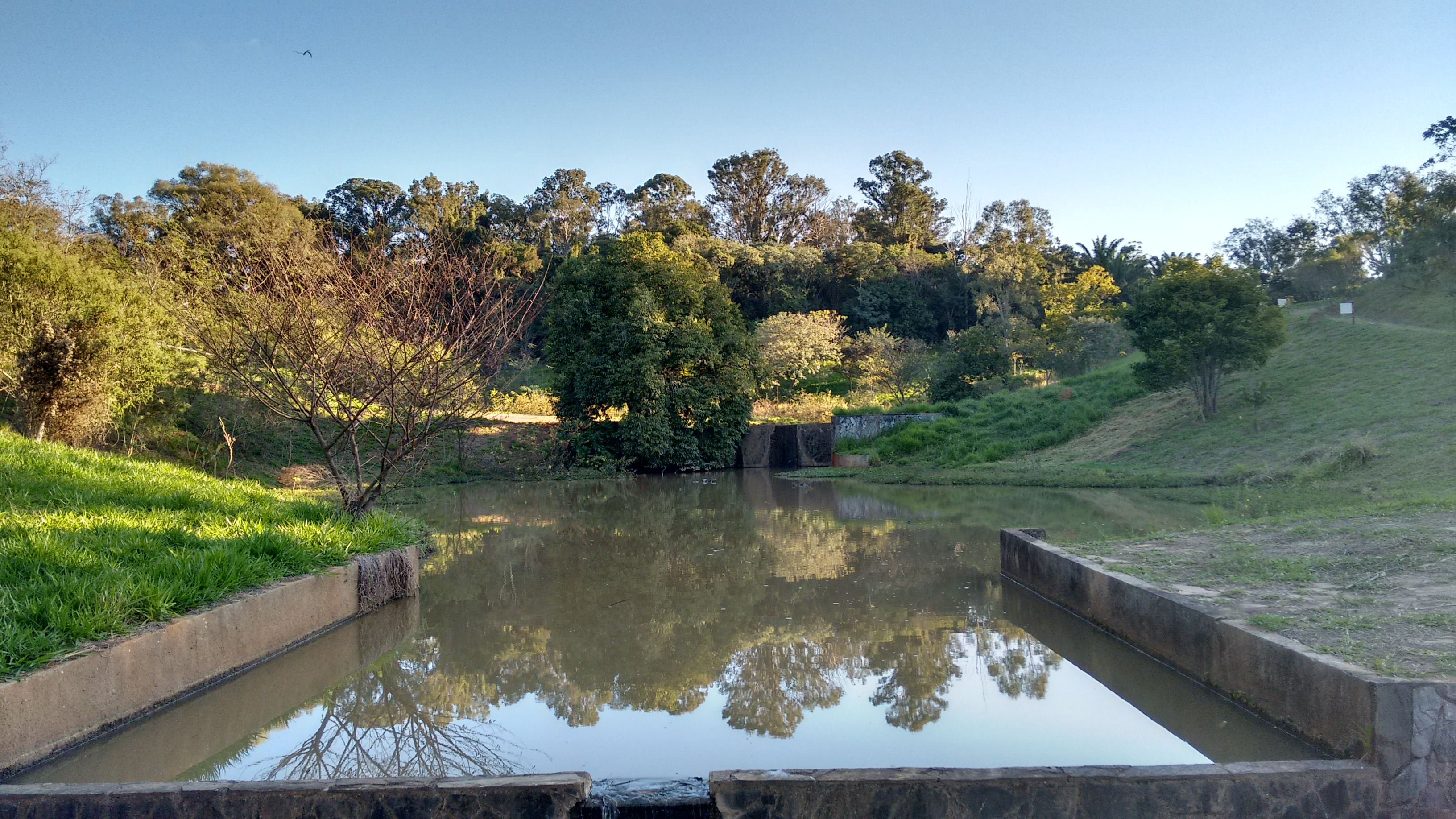
Vista interna do lago.
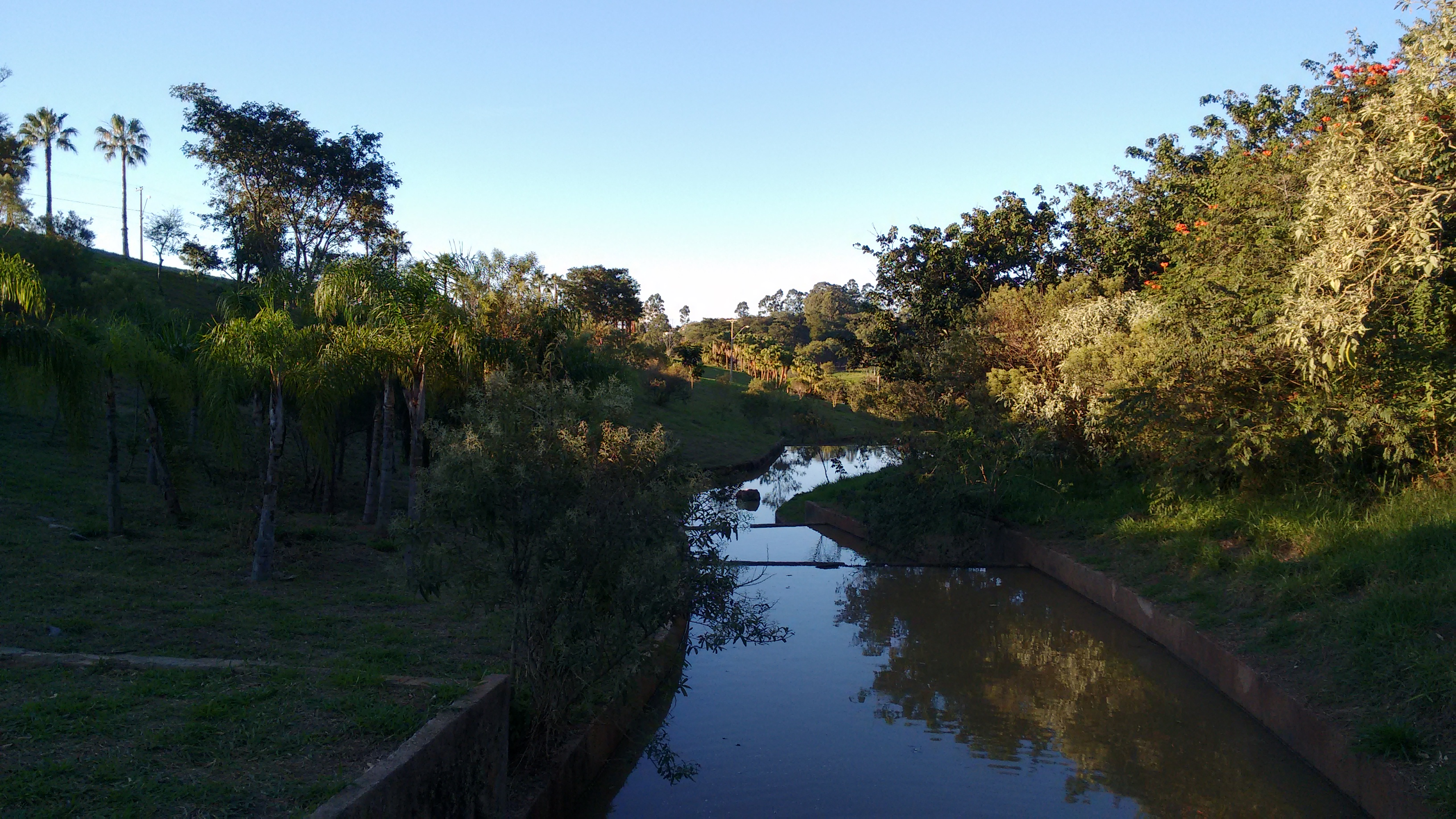
Vista interna do lago.
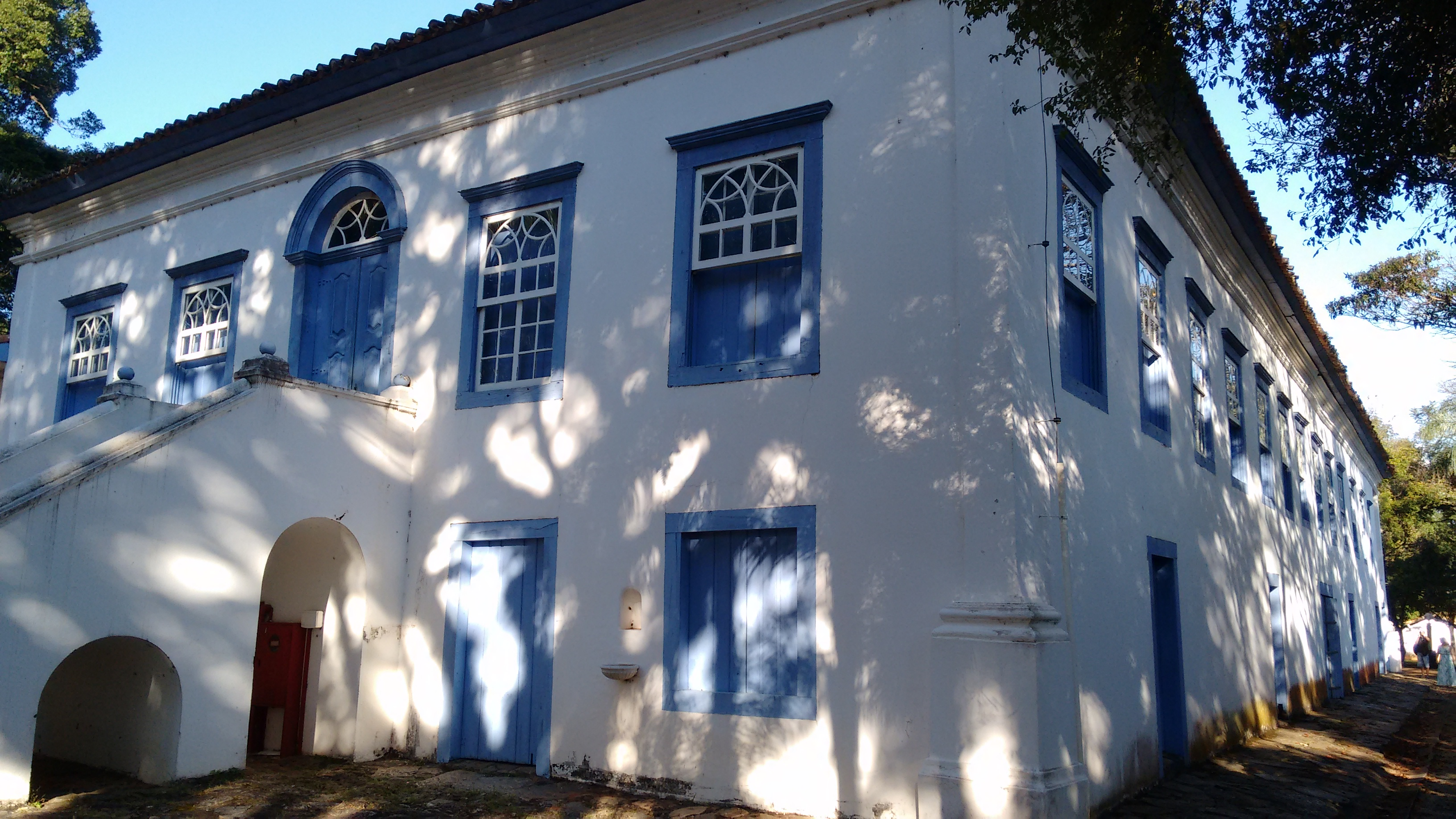
Casarão do parque.
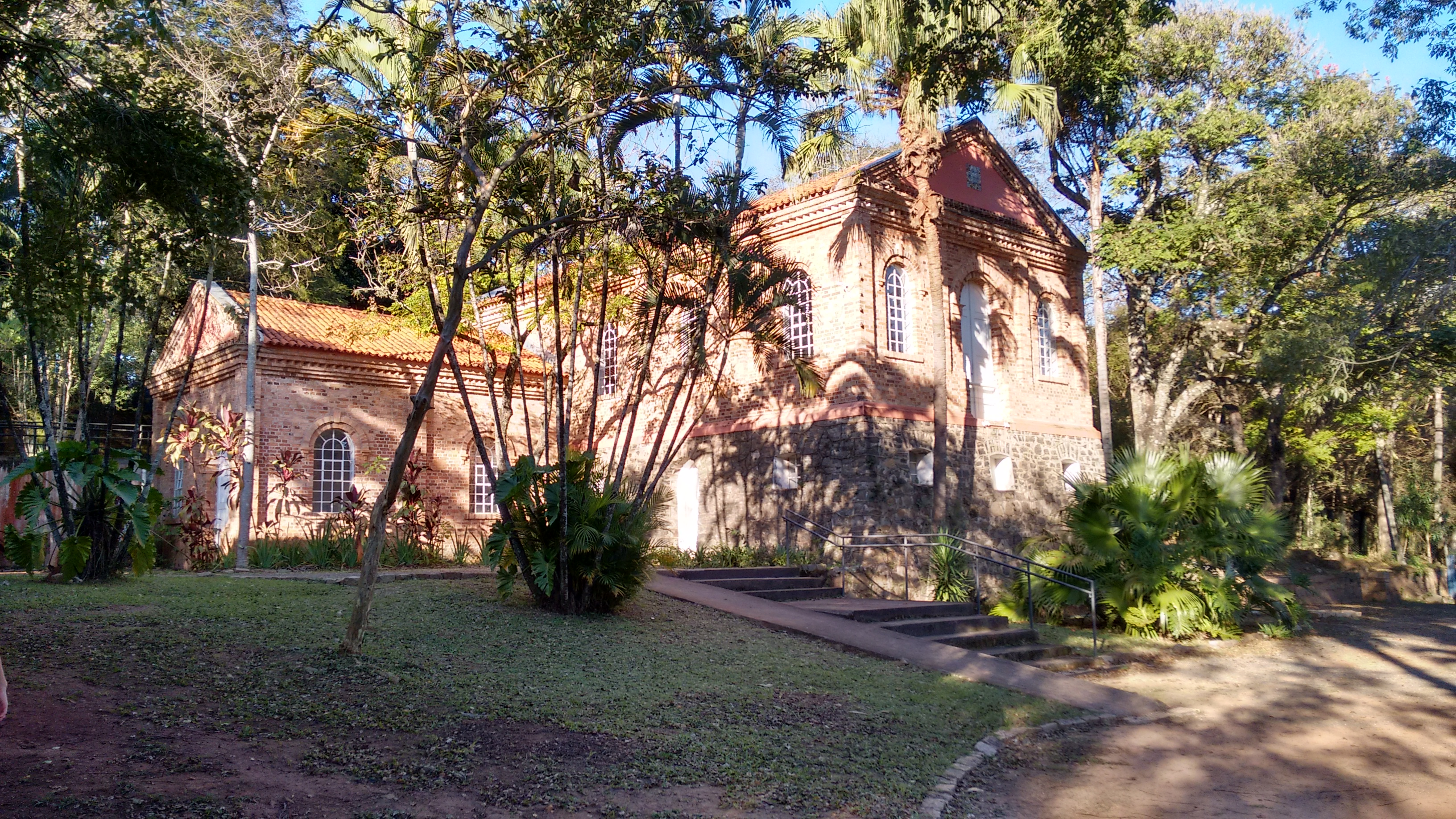
Tulha do parque.